# Barbados FA Cup
El Barbados FA Cup es una competición anual del fútbol barbadiense de eliminación directa, organizada por la Asociación de Fútbol de Barbados (AFB).
Se han hecho 54 Copas hasta la fecha, de las cuales el Kensington Rovers ha ganado 11, todas entre la écada de 1910 y 1920.  El campeón actual es el Barbados Defense Force, quién ganó la edición del 2015.

## Campeonatos por año
| Año       | Copa N°                         | Campeón                                         | Conquista N°                    | Resultado                       | Subcampeón                      |
| --------- | ------------------------------- | ----------------------------------------------- | ------------------------------- | ------------------------------- | ------------------------------- |
| 1910      | 1                               | Kensington Rovers                               | 1                               |                                 |                                 |
| 1911      | 2                               | Kensington Rovers                               | 2                               |                                 |                                 |
| 1912      | 3                               | Kensington Rovers Harrison College (compartido) | 3                               |                                 |                                 |
| 1913      | 4                               | Harrison College                                | 1                               |                                 |                                 |
| 1914      | 5                               | Kensington Rovers                               | 4                               |                                 |                                 |
| 1915      | 6                               | Kensington Rovers                               | 5                               |                                 |                                 |
| 1916      | 7                               | Kensington Rovers                               | 6                               |                                 |                                 |
| 1917      | 8                               | Kensington Rovers                               | 7                               |                                 |                                 |
| 1918      | 9                               | Kensington Rovers                               | 8                               |                                 |                                 |
| 1919      | 10                              | Kensington Rovers                               | 9                               |                                 |                                 |
| 1920      | 11                              | Harrison College                                | 2                               |                                 |                                 |
| 1921      | 12                              | Kensington Rovers                               | 10                              |                                 |                                 |
| 1922      | 13                              | Kensington Rovers                               | 11                              |                                 |                                 |
| 1923      | 14                              | Harrison College                                | 3                               |                                 |                                 |
| 1924      | 15                              | Empire Club                                     | 1                               |                                 |                                 |
| 1925      | 16                              | Empire Club                                     | 2                               |                                 |                                 |
| 1926      | 17                              | Empire Club                                     | 3                               |                                 |                                 |
| 1927      | 18                              | Spartan                                         | 1                               |                                 |                                 |
| 1928      | 19                              | Empire Club                                     | 4                               |                                 |                                 |
| 1929-1946 | No se disputó ningún campeonato | No se disputó ningún campeonato                 | No se disputó ningún campeonato | No se disputó ningún campeonato | No se disputó ningún campeonato |
| 1947-1948 | 20                              | Everton                                         | 1                               |                                 |                                 |
| 1949-1959 | No se disputó ningún campeonato | No se disputó ningún campeonato                 | No se disputó ningún campeonato | No se disputó ningún campeonato | No se disputó ningún campeonato |
| 1960      | 21                              | Everton                                         | 2                               |                                 |                                 |
| 1961      | No se disputó ningún campeonato | No se disputó ningún campeonato                 | No se disputó ningún campeonato | No se disputó ningún campeonato | No se disputó ningún campeonato |
| 1962      | 22                              | Everton                                         | 3                               |                                 |                                 |
| 1963-1966 | No se disputó ningún campeonato | No se disputó ningún campeonato                 | No se disputó ningún campeonato | No se disputó ningún campeonato | No se disputó ningún campeonato |
| 1967      | 23                              | New South Wales                                 | 1                               | 5:0                             | Spartans                        |
| 1968      | No se disputó ningún campeonato | No se disputó ningún campeonato                 | No se disputó ningún campeonato | No se disputó ningún campeonato | No se disputó ningún campeonato |
| 1969      | 24                              | New South Wales                                 | 2                               |                                 |                                 |
| 1970      | 25                              | New South Wales                                 | 3                               |                                 |                                 |
| 1971-1985 | No se disputó ningún campeonato | No se disputó ningún campeonato                 | No se disputó ningún campeonato | No se disputó ningún campeonato | No se disputó ningún campeonato |
| 1986      | 26                              | Everton                                         | 4                               |                                 | Pinelands                       |
| 1987      | 27                              | Weymouth Wales                                  | 4                               |                                 |                                 |
| 1988      | No se disputó ningún campeonato | No se disputó ningún campeonato                 | No se disputó ningún campeonato | No se disputó ningún campeonato | No se disputó ningún campeonato |
| 1989      | 28                              | Pinelands United                                | 1                               |                                 | COW All Stars                   |
| 1990      | 29                              | Everton                                         | 5                               |                                 | Paradise SC                     |
| 1991-1992 | No se disputó ningún campeonato | No se disputó ningún campeonato                 | No se disputó ningún campeonato | No se disputó ningún campeonato | No se disputó ningún campeonato |
| 1993      | 30                              | Pride of Gall Hill FC                           | 1                               |                                 | Weymouth Wales                  |
| 1994      | 31                              | Barbados Defense Force SC                       | 1                               |                                 |                                 |
| 1995      | 32                              | Pride of Gall Hill FC                           | 2                               | 5:1                             | Benfica                         |
| 1996      | 33                              | Paradise SC                                     | 1                               |                                 | Barbados Defense Force SC       |
| 1997      | 34                              | Notre Dame SC                                   | 1                               | 1:0                             | Paradise SC                     |
| 1998      | 35                              | Pride of Gall Hill FC                           | 3                               | 1:0                             | Notre Dame SC                   |
| 1999      | 36                              | Paradise SC                                     | 2                               |                                 | Pride of Gall Hill FC           |
| 2000      | 37                              | Paradise SC                                     | 3                               | 2:1                             | Notre Dame SC                   |
| 2001      | 38                              | Notre Dame SC                                   | 2                               | 1:0                             | Youth Milan FC                  |
| 2002      | 39                              | Youth Milan FC                                  | 1                               | 2:1                             | Notre Dame SC                   |
| 2003      | 40                              | Paradise SC                                     | 4                               | 1:0                             | Weymouth Wales                  |
| 2004      | 41                              | Notre Dame SC                                   | 3                               | 3:2                             | Silver Sands                    |
| 2005      | 42                              | Paradise SC                                     | 5                               | 3:1                             | Barbados Defense Force SC       |
| 2006      | 43                              | Pride of Gall Hill FC                           | 4                               | 2:1                             | Paradise SC                     |
| 2007      | 44                              | Brittons Hill                                   | 5                               | 5:1                             | Eden Stars                      |
| 2008      | 45                              | Notre Dame SC                                   | 4                               | 2:1                             | Barbados Defense Force SC       |
| 2009      | 46                              | Youth Milan FC                                  | 2                               | 2:1                             | Paradise SC                     |
| 2010      | 47                              | Notre Dame SC                                   | 5                               | 4:0                             | Ellerton FC                     |
| 2011      | 48                              | Weymouth Wales                                  | 5                               | 1:0                             | Saint Peter's Cosmos            |
| 2012      | 49                              | Barbados Defense Force                          | 2                               | 4:3                             | Brittons Hill                   |
| 2013      | 50                              | Rendezvous FC                                   | 1                               | 6:1                             | Brittons Hill                   |
| 2014      | 51                              | Weymouth Wales                                  | 6                               | 1:0                             | Barbados Defense Force          |
| 2015      | 52                              | Barbados Defense Force                          | 3                               | 2:1                             | Rendezvous FC                   |
| 2016      | 53                              | Weymouth Wales                                  | 7                               | 4:1                             | Rendezvous FC                   |
| 2017      | 54                              | Weymouth Wales                                  | 8                               | 1:0                             | Paradise SC                     |
| 2018      | 55                              | Paradise SC                                     | 6                               | 2:1                             | Barbados Defense Force          |
| 2019      | 56                              | Weymouth Wales                                  | 9                               | 2:1                             | Barbados Defense Force          |

1. ↑  El New South Wales cambió su nombre a Pan-Am Wales, y luego cambió a Weymouth Wales.

### Títulos por equipo
| Club                   | Títulos | Años campeón                                                     |
| ---------------------- | ------- | ---------------------------------------------------------------- |
| Kensington Rovers      | 11      | 1910, 1911, 1912, 1914, 1915, 1916, 1917, 1918, 1919, 1921, 1922 |
| Weymouth Wales         | 9       | 1967, 1969, 1970, 1987, 2011, 2014, 2016, 2017, 2019             |
| Paradise SC            | 6       | 1996, 1999, 2000, 2003, 2005, 2018                               |
| Everton                | 5       | 1947-1948, 1960, 1962, 1986, 1990                                |
| Notre Dame SC          | 5       | 1997, 2001, 2004, 2008, 2010                                     |
| Empire Club            | 4       | 1924, 1925, 1926, 1928                                           |
| Pride of Gall Hill FC  | 4       | 1993, 1995, 1998, 2006                                           |
| Harrison College       | 3       | 1913, 1920, 1923                                                 |
| Barbados Defence Force | 3       | 1994, 2012, 2015                                                 |
| Youth Milan FC         | 2       | 2002, 2009                                                       |
| Spartan                | 1       | 1927                                                             |
| Pinelands United       | 1       | 1989                                                             |
| Brittons Hill          | 1       | 2007                                                             |
| Rendezvous FC          | 1       | 2013                                                             |